# 蘇守忠
蘇守忠（1941年—），又名蘇祐世（SU Yau-sai Paul），1966年香港天星小輪加價事件發起人，1996年在大嶼山寶蓮寺受三壇大戒，剃度為僧，法號曜樂比丘。
1966年4月4日上午，當時25歲的青年蘇守忠身穿寫上「絕飲食反加价潮」的外衣，到中環天星碼頭站立，進行絕食抗議，引來途人圍觀，抗議加價事件最後引發天星小輪加價暴動。

## 經歷
- 1941年：蘇守忠出生於中國廣州。
- 1949年：蘇守忠一家在中國人民解放軍入廣州前半小時得以坐上了港穗列車，由廣州到香港避難。[1]
- 中學：慈幼中學及聖類斯中學。
- 1964年：在母親安排下，隨中共船隊運送大米到古巴，他當時在船上職位是見習買辦及二管事[2]。行船時，經過新加坡作短暫停留[3]。
- 1966年至1997年：曾經為《新生晚報》、《知識分子半月刊》、《風采周報》、《花花公子》(中文版) 及 《明報》寫專欄。
- 1966年：4月4日上午，25歲的蘇守忠獨自在中環天星碼頭絕食，抗議天星小輪加價五仙。他站在一張三腳帆布櫈上抗議，他反穿一件黑絲綢襯裡的中學灰色校褸，上面用白油漆上示威標語：左臂寫上『democracy』，右臂寫著「支持葉錫恩」，背部上半部寫上「Hail Elsie / 絕飲食 / 反加價潮」、下面寫上『Join hunger strike to block fare rises』。[3][2][4] 抗議加價事件最後引起暴動，同年5月4日，港督戴麟趾委任首席按察司何瑾爵士、香港童軍總監羅徵勤、香港大學前校長賴廉士爵士、律師黃秉乾組成「九龍騷動調查委員會」，調查騷動成因。調查委員會兩次傳召蘇守忠出席作供，蘇都沒有到場。於是調委會發出拘捕令，蘇出席時仍拒絕進行宣誓手續。同年5月24日，調查委員會裁決，蘇守忠不遵召到庭和藐視調委會，判他罰款100元。[5]

- 1967年：4月7日，蘇在旺角街頭追悼騷動唯一死者鄭潤祥，被警方拘捕，控以非法遊行、阻礙交通、阻差辦公三項罪名。4月26日蘇守忠被判入獄三個月，後來被減刑1個月，兩個月後便釋放出獄[6]。
- 1968年：蘇守忠到停泊在香港仔，屬於美國和平運動總會Quaker Action Group 的和平運動船「鳳凰丸」上幫助維修，兩個月後帆船修好，蘇便乘坐該船前赴日本。[6]
- 1970年：他曾在泰國過著和尚生活，同年回港後從事翻譯佛經的工作。兩個月後他收到意大利語文學院入學證，於是飛到意大利羅馬。在意大利時，蘇曾與一位名仙蒂的洋女子作短暫同居。[6]
- 1974年：蘇從意大利回港，跟一位陳姓玉石打磨師父學藝，之後在連卡佛做了一年玉石設計及雕刻師。[6]
- 1975年：蘇守忠和女教師吳明結婚。吳明是蘇妹妹的同事，任職玫瑰崗學校教師，這段婚姻維持了15年。[6]
- 1977年：為電視廣播有限公司寫劇本，包括：一輯由吳昊執導的單元劇「北斗星」、電視劇「畸人列傳」。[6]
- 1979年：把身分證上的名字改了。[6]
- 1980年：中醫課程畢業。[6]
- 1983年：成為執業中醫，開始行醫。[3]
- 1990年：蘇守忠跟被他形容為「物慾主義」的妻子離婚。[6]
- 1991年：皈依聖一法師，成為佛門弟子。[3][2]
- 1993年：在台灣圓光佛學院出任當值中醫師。
- 1994年：任西安佛光醫院內科及傷科主診醫師。
- 1996年：在寶蓮寺受三壇大戒，正式出家成為和尚，法號「曜樂」。輾轉出入多間寺院，最後選擇在家修行。[3]
- 1998年：出版自傳《從民運到出家﹕蘇守忠傳奇一生》。
- 1999年：出版《蘇守忠文集》。
- 2006年：民間反對政府計劃拆毀天星碼頭期間，到中環天星碼頭探望示威人士，並與何來交談。
- 2013年：居住於公屋黃大仙下邨龍光樓的蘇守忠與鄰居發生爭執，蘇把鄰居告上法庭，指鄰居兩度把燒肉掛在他家門，誹謗他是「燒肉和尚」，鄰居聲稱拍得蘇與女性朋友在麥當勞吃魚柳包。[3]
- 2016年：已成為和尚的蘇守忠接受訪問，提到年初二的旺角騷亂時，他不認同新一代青年抗爭，批評抗爭參與者「冇腦」[註 1]和對政治無知[3]。他狠批泛民主派，反對「倒梁振英」及「佔領中環」等民間抗議行動[2]。

## 著作
- 蘇守忠（1998）。《從民運到出家：蘇守忠傳奇一生》。香港：明報出版社。ISBN 9789629731304 。
- 蘇守忠（1999）。《蘇守忠文集》。香港：天地圖書出版社。ISBN 9789629930257 。

## 外參考
- 塵緣難了 （页面存档备份，存于），明報，2007年5月27日
- 張中行:《從民運到出家：蘇守忠傳奇一生》